# Felipe Molas López
Felipe Benigno Molas López, né le 10 juillet 1901 et mort le 17 novembre 1954, est le 39e Président de la république du Paraguay du 27 février 1949 au 10 septembre 1949.